# Procol Harum (album)
Procol Harum prvi je studijski album britanskog rock sastava Procol Harum koji izlazi 1967.g. Album izlazi u tri verzije, britanskoj, američkoj i njemačko LP izdanje.

## Popis pjesama
Pjesme su napisali Gary Brooker (glazba) i Keith Reid (tekst), osim skladbe "Repent Walpurgis" koju je napisao Matthew Fisher.

### Originalno britansko izdanje
1. "Conquistador"
2. "She Wandered Through the Garden Fence"
3. "Something Following Me"
4. "Mabel"
5. "Cerdes (Outside the Gates Of)"
6. "A Christmas Camel"
7. "Kaleidoscope"
8. "Salad Days (Are Here Again)"
9. "Good Captain Clack"
10. "Repent Walpurgis"

### Originalno američko izdanje
1. "A Whiter Shade of Pale"
2. "She Wandered Through the Garden Fence"
3. "Something Following Me"
4. "Mabel"
5. "Cerdes (Outside the Gates Of)"
6. "A Christmas Camel"
7. "Conquistador"
8. "Kaleidoscope"
9. "Salad Days (Are Here Again)"
10. "Repent Walpurgis"

### Njemačko LP izdanje

#### Strana prva:
1. "Homburg"
2. "She Wandered Through the Garden Fence"
3. "Something Following Me"
4. "Mabel"
5. "Cerdes (Outside the Gates Of)"

#### Strana druga:
1. "A Christmas Camel"
2. "Kaleidoscope"
3. "Salad Days (Are Here Again)"*
4. "Conquistator"
5. "Repent Walpurgis"

- Iz Filma, "Separation"

## Izvođači
- Matthew Fisher – orgulje
- Dave Knights – bas-gitara
- B.J. Wilson – bubnjevi
- Robin Trower – gitara
- Gary Brooker – klavir, vokal
- Keith Reid – tekst

Samo na skladbi "A Whiter Shade of Pale" :
- Ray Royer – gitara
- Bill Eyden – bubnjevi

## Vanjske poveznice
- Inormacije o albumu na stranicama ProcolHarum.com
- Tekstovi pjesama s albuma